# 段思良
段 思良（だん しりょう）は、大理国の第3代王。段思平の弟。
945年、甥の段思英を廃して即位した。翌年に至治と改元した。